# Municipio de Richwoods (condado de Stone)
El municipio de Richwoods (en inglés: Richwoods Township) es un municipio ubicado en el condado de Stone en el estado estadounidense de Arkansas. En el año 2010 tenía una población de 493 habitantes y una densidad poblacional de 6,56 personas por km².

## Geografía
El municipio de Richwoods se encuentra ubicado en las coordenadas 35°48′34″N 92°9′2″O / 35.80944, -92.15056. Según la Oficina del Censo de los Estados Unidos, el municipio tiene una superficie total de 75.13 km², de la cual 75,13 km² corresponden a tierra firme y (0 %) 0 km² es agua.

## Demografía
Según el censo de 2010, había 493 personas residiendo en el municipio de Richwoods. La densidad de población era de 6,56 hab./km². De los 493 habitantes, el municipio de Richwoods estaba compuesto por el 96,15 % blancos, el 0,41 % eran afroamericanos, el 1,42 % eran amerindios, el 0,2 % eran asiáticos y el 1,83 % eran de una mezcla de razas. Del total de la población el 0,2 % eran hispanos o latinos de cualquier raza.